# Джозеф Алессі
Джозеф Алессі (англ. Joseph Alessi; 1959, Детройт, США) — американський тромбоніст та музичний педагог, соліст Нью-Йоркського філармонічного оркестру та викладач Джульярдської школи.

## Біографія
Народився у Детройті, але виріс та почав вчитися музиці у Каліфорнії. Його першим педагогом став його батько — професійний трубач. У віці 16 років він почав грати в оркестрі балету Сан-Франциско.
З 1976 по 1980 навчався у Кертісовському інституті музики у Філадельфії. Під час навчання він чотири роки пропрацював другим тромбоністом Філадельфійського оркестру. Після цього, провівши рік на посаді першого тромбоніста Монреальського симфонічного оркестру, 1985 року Джозеф Алессі став солістом-концетмейстером групи тромбонів Нью-Йоркського філармонічного оркестру. Роком пізніше він почав викладати в нью-йоркській Джульярдській школі.
Крім роботи в оркестрі та педагогічної діяльності, Джозеф Алессі регулярно виступає як соліст. З 1990 він дає концерти у супроводі Нью-Йоркського філармонічного оркестру. Він записав більше десяти компакт-дисків як соліст та у складі камерних ансамблів.